# Antoni Creus i Rubin de Celis
Antoni Creus i Rubin de Celis   (Madrid, 28 d'octubre de 1924 - Madrid, 19 de febrer de 1996) fou un pilot de Fórmula 1 català.

## Trajectòria
Destacat corredor de motos a la seva joventut, va començar a competir amb l'automobilisme a mitjans dels anys cinquanta pilotant els esportius Pegaso Spider fabricats per la marca espanyola (més coneguda pels seus camions). Corrent amb un Pegaso, va fer sisè als 1000 km de Spa-Francochamps i tot seguit va tornar a Espanya conduint el mateix cotxe per arribar a temps a la primera comunió de la seva filla.
Ja amb Ferrari, va disputar altres proves de resistencia com els 1000 km de Nürburgring i els 1000 km de Buenos Aires.
L'any 1958 va disputar el Gran Premi de Siracusa (prova que no era puntuable pel mundial) amb un Maserati. Amb aquest mateix cotxe i a títol personal, va disputar el 7 de febrer de 1960 la seva única cursa dins el mundial de la Fórmula 1: el Gran Premi de l'Argentina. Va sortir l'últim de la graella (22è) i es va haver de retirar després de 16 voltes per l'asfíxia provocada pels fums dels cotxes i la intensa calor a la pista. Aquesta va ser la penúltima vegada que un Maserati va córrer una prova del mundial de F1.
Als anys seixanta, va participar en el volant d'un Seat 600 en ral·lis espanyols com el Costa del Sol, el rally d'Almeria o la Copa Luis de Baviera.